# Chlumec u Chabařovic
Chlumec (deutsch Kulm) ist eine Stadt im Ústecký kraj in Tschechien.

## Geographie

### Lage
Chlumec befindet sich fünf Kilometer nordöstlich von Krupka und gehört zum Okres Ústí nad Labem. Der Ort am Chlumecký potok liegt am südlichen Fuße des Osterzgebirges unterhalb des Mravenčí vrch (557 m). Hausberg von Chlumec ist der Horka (Kapellenberg) am nordöstlichen Ortsrand. Nachbarorte sind Stradov und Přestanov im Westen, Chabařovice und Český Újezd im Süden sowie Žandov im Nordosten.
Chlumec liegt an der Fernverkehrsstraße I/13 von Teplice nach Děčín, von der am Ortsrand die  Fernverkehrsstraße I/30 nach Ústí nad Labem abzweigt. Die Straßenführung von Teplice nach Ústí nad Labem ist gleichzeitig Teil der Europastraße 442. Nördlich verläuft die Bahnstrecke Děčín–Chomutov.
Südöstlich wird Chlumec vom Ždírnický potok (Sernitz) umflossen. Jenseits der Sernitz erstreckt sich ein ehemaliges Braunkohlentagebaugebiet mit mehreren Restlöchern. Durch dieses Terrain führt die Trasse der Autobahn D 8. Hier liegen das Industriegebiet um die alte Schmelze und der Sportflugplatz von Ústí nad Labem (LKUL).

### Gemeindegliederung
Die Stadt Chlumec besteht aus den Ortsteilen Český Újezd (Böhmisch Neudörfel), Chlumec (Kulm), Hrbovice (Herbitz), Stradov (Straden), Střížovice (Strisowitz) und Žandov (Schanda), die zugleich auch Katastralbezirke bilden.

## Geschichte
Die erste Erwähnung von Chlumec erfolgte Jahre 993 als Zollplätze zusammen mit Ústí nad Labem. In Chlumec kreuzten sich mit der Lausitzer Straße und dem Sorbenweg bedeutsame Handelswege. Im Jahre 1228 nach einer Änderung der Wegeführung des Kulmer Steiges verlor Chlumec seine Funktion als Zollstelle. Seit 1352 ist in Chlumec eine Kirche nachweisbar.
Zu den bedeutendsten Besitzern von Chlumec gehört die Geisinger Bergbauunternehmerfamilie Kölbel, die den Ort 1486 von den Herren von Rybnice erwarb. 1596 ließ Peter Kölbel ein Renaissanceschloss errichten. Nach der Niederlage in der Schlacht am Weißen Berg wurde der Besitz von Peter Kölbel konfisziert und 1623 an die Freiherren von Strahlendorf verliehen. 1640 ging Chlumec an die Herren von Kolowrat über und gelangte 1758 durch Heirat an die Grafen von Thun und Hohenstein. 1691 ließ Johann Franz Graf Kolowrat-Krakowsky anlässlich der Verschonung beim Pestausbruch von 1680 auf dem Horka eine Kapelle im italienischen Barockstil errichten, zu der von der Dorfkirche ein Kreuzweg mit 14 Stationen angelegt wurde.
Um 1780 wurde das alte Schloss durch einen barocken Neubau ersetzt, zu dem eine Schlossbrauerei gehörte. Umgeben war das Schloss von einem englischen Park.
1830 wurden die Grafen von Westphalen-Fürstenberg Besitzer von Chlumec. Josef Klement Graf von Westphalen ließ auf dem Horka unter der Kapelle eine Familiengruft errichten. 1833 hatte Kulm 620 Einwohner. 1847 erfolgte der Bau einer neuen Kirche an Stelle des Vorgängerbaus aus dem Jahre 1590. 1875 schuf der Maler Ernst Gustav Doerell sein romantisches Gemälde vom Schlossteich mit dem Erzgebirge im Hintergrund. Ab Mitte des 19. Jahrhunderts war Kulm eine Gemeinde im Gerichtsbezirk Karbitz bzw. im Bezirk Außig. 1932 hatte Kulm 1091 Einwohner. Nach Ende des Zweiten Weltkrieges wurde bis 1946 ein Großteil der deutschen Bewohner vertrieben.
Im Ort wird jährlich am Tage der Schlacht von 1040 das Historienspektakel Bitvy u Chlumce veranstaltet. Weiterhin findet in Chlumec das traditionelle Folk & Country – Musikfestival Chlumecký guláš statt.
Der Kernort Chlumec hat eine Katastralfläche von 411,79 ha und zum 31. Dezember 2008 eine Einwohnerzahl von 3935. Seit 2012 führt Chlumec ein neues Wappen. Am 21. August 2012 wurde Chlumec zur Stadt erhoben.

### Kriege und Schlachten
Der Ort war im Laufe seiner Geschichte mehrmals Schauplatz bedeutender Schlachten. Die Erste Schlacht bei Chlumec ereignete sich 1040, als Kaiser Heinrich III. gegen den böhmischen Herzog Břetislav I. zu Felde zog und bei Chlumec geschlagen wurde. Zu dieser Zeit war Chlumec ein befestigter Ort (Feste). Als dessen Standort wird der Hügel Horka angesehen.
Am 18. Februar 1126 fand die Zweite Schlacht bei Chlumec statt. Diesmal war es Herzog Soběslav I., der das Heer des Kaisers Lothar III. und des Herzogs Otto II. von Mähren besiegte. Die genaue Lage des Schlachtfeldes ist nicht überliefert. Die Schlacht könnte auch am Lotarův vrch (Lotterberg) bei Jílové stattgefunden haben.
In den napoleonischen Kriegen war Chlumec Schauplatz einer dritten Schlacht. Am 29. und 30. August 1813 versuchten französische Truppen unter Dominique Joseph Vandamme den Durchbruch nach Böhmen und wurden dabei in der Schlacht bei Kulm von den verbündeten Truppen unter Friedrich Emil Ferdinand Heinrich von Kleist geschlagen. Dabei wurde das Dorf fast vollständig zerstört.
Erneute Kämpfe erfolgten in den letzten Tagen des Zweiten Weltkrieges, als im Schloss eine Versorgungseinheit der SS einquartiert war. Auf dem Horka waren Flak und im Schlosspark schwere Maschinengewehre stationiert, die noch am 8. Mai 1945 ein sowjetisches Erkundungsflugzeug unter Beschuss nahmen. Noch am selben Tage wurde daraufhin ein Vergeltungsbombardement unternommen und es starben insgesamt 86 Menschen. Das Schloss, die Mühle und weitere Häuser wurden zerstört. Im Dezember 1971 wurden noch Blindgänger dieses Angriffs gefunden.

## Entwicklung der Einwohnerzahl
| Jahr | Einwohnerzahl |
| ---- | ------------- |
| 1869 | 791           |
| 1880 | 1005          |
| 1890 | 999           |
| 1900 | 1081          |
| 1910 | 1141          |

| Jahr | Einwohnerzahl |
| ---- | ------------- |
| 1921 | 1091          |
| 1930 | 1122          |
| 1950 | 683           |
| 1961 | 796           |
| 1970 | 795           |

| Jahr   | Einwohnerzahl |
| ------ | ------------- |
| 1980 1 | 1526          |
| 1991 2 | 3971          |
| 2001 2 | 4110          |
| 2011 2 | 4476          |

## Sehenswürdigkeiten
- Kapelle der Hl. Dreifaltigkeit von 1691 mit der Gruft der Familie von Westphalen-Fürstenberg auf dem Berg Horka.
- Säule mit Pieta aus dem 18. Jahrhundert.
- Säule „Ecce homo“ aus dem abgebaggerten Dorf Vyklice, 1738 errichtet. 1980 zusammen mit einem Steinkreuz zur Kirche in Chlumec umgesetzt.
- St.-Gallus-Kirche in Kulm/Chlumec, erbaut wahrscheinlich um 1130 und 1358 erstmals erwähnt. 1590 unter Peter Kölbel umgebaut und mit einem Turm versehen. 1847–1849 wurde sie im neoromanischen Stil umgebaut.
- Kulmer Kapelle (Chlumecká kaple) auf 663 m, oberhalb des Dorfes im Erzgebirge, zum Gedenken an die Schlacht von 1126 errichtet.
- Jubiläumsdenkmal mit Gedenkhalle an die Schlacht bei Kulm von 1813, am 29. August 1913 unterhalb des Horka errichtet.
- Französisches Denkmal an die Schlacht von 1813 in Straden, 1913 errichtet.
- Denkmal für General Vandamme in Žandov.

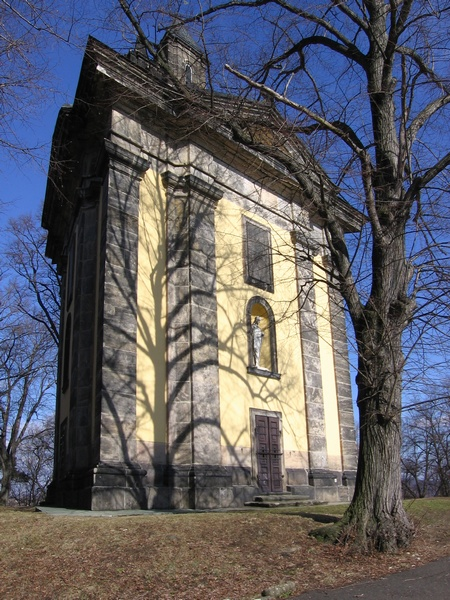
Dreifaltigkeitskapelle auf dem Berg Horka
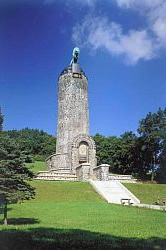
Jubiläumsdenkmal
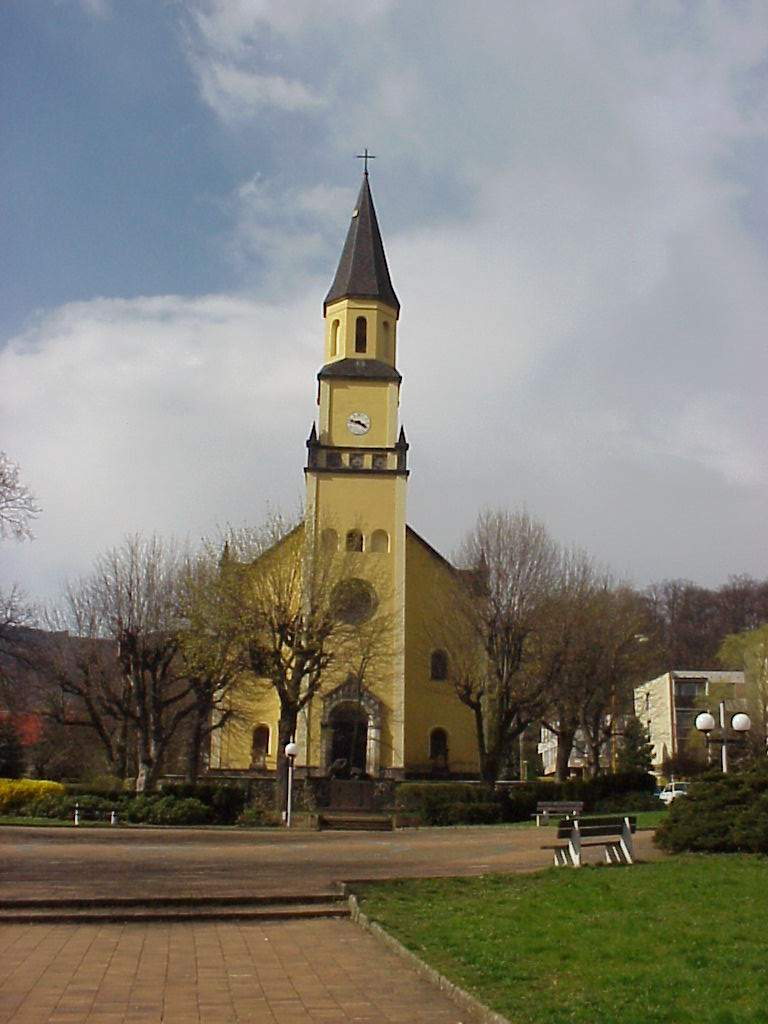
St. Gallus-Kirche
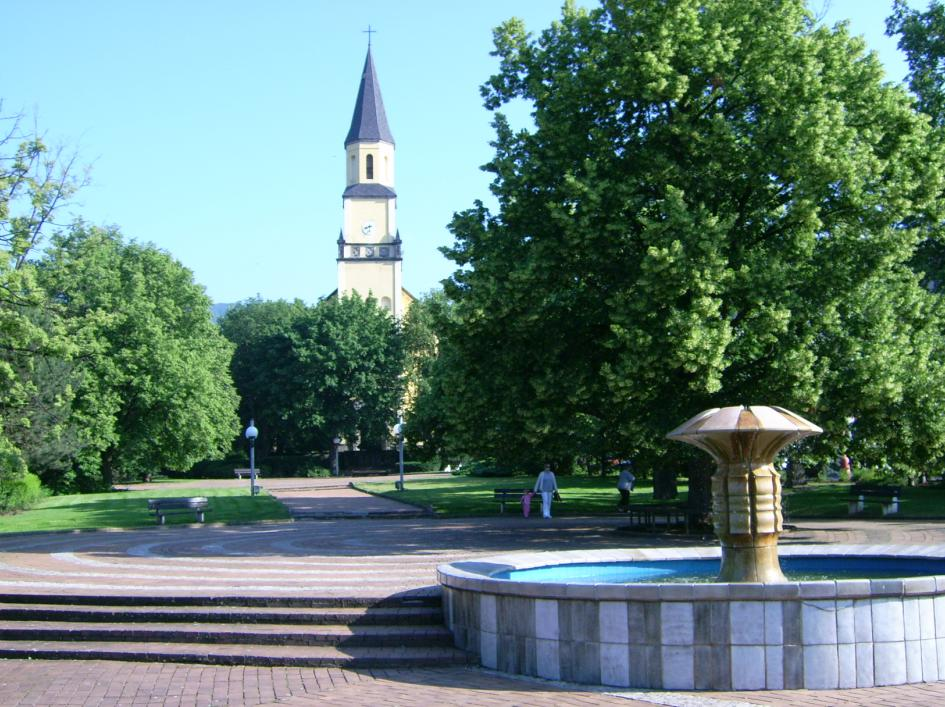
Blick auf den Kirchplatz
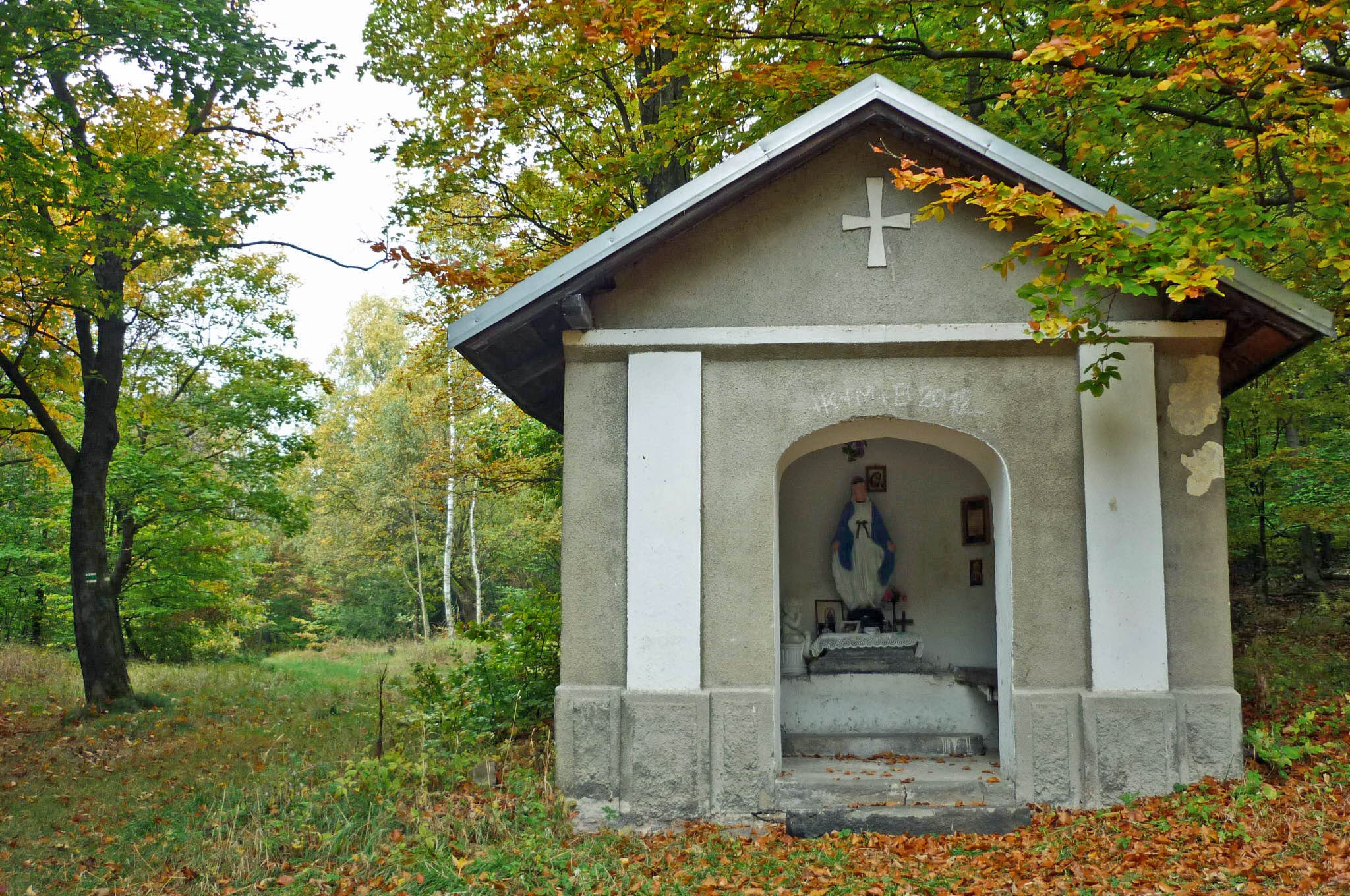
Kulmer Kapelle im Erzgebirge

## Persönlichkeiten
- Johann Georg Urbansky (1675–1738), Bildhauer und Alabasterschnitzer